# Plantarum Brasiliensium
Plantarum Brasiliensium (abreviado Pl. Bras.) es un libro con ilustraciones y descripciones botánicas que fue escrito por el explorador, naturalista, y botánico sueco, Carl Peter Thunberg. Fue editado en 3 partes en los años 1817-21.

## Publicación
- Decas Prima: 1817
- Decas Secunda: 1818
- Decas Tertia: 1821